# Magyarország tömlősgombafajainak listája
Ez a Magyarországon bizonyítottan előforduló tömlős nagygombák rendszertani listája. A *-gal jelölt fajok a 13/2001. (V. 9.) KöM rendelet szerint védettek.
A magyarországi nagygombafajok ábécésorrend szerinti listáját lásd itt: Magyarország nagygombafajainak listája.

## Tömlősgombáktörzse(Ascomycota)

### Osztály:Eurotiomycetes

#### Alosztály:Eurotiomycetidae

##### Rend:Eurotiales
- Család: Elaphomycetaceae
  - Köldökös álszarvasgomba* (Elaphomyces anthracinus)
  - Patinás álszarvasgomba* (Elaphomyces leveillei)
  - Foltos álszarvasgomba* (Elaphomyces maculatus)
  - Változékony álszarvasgomba (Elaphomyces muricatus)
  - Bundás álszarvasgomba* (Elaphomyces mutabilis)
  - Kékbelű álszarvasgomba* (Elaphomyces persoonii)
  - Csíkosspórájú álszarvasgomba* (Elaphomyces virgatosporus)

### Osztály:Leotiomycetes

#### Alosztály:Leotiomycetidae

##### Rend:Helotiales
- Család: Helotiaceae
  - Bükk-koronggomba (Neobulgaria pura)

##### Rend:Rhytismatales
- Család: Cudoniaceae
  - Sárga lapátgomba (Spathularia flavida)
- Család: Sclerotiniaceae
  - Élősdi csészegomba (Dumontinia tuberosa)
- Család: Incertae sedis
  - Hússzínű porcoscsészegomba (Ascocoryne sarcoides)

### Osztály:Pezizomycetes

#### Alosztály:Pezizomycetidae

##### Rend:Pezizales(csészegombák)
- Család: Discinaceae

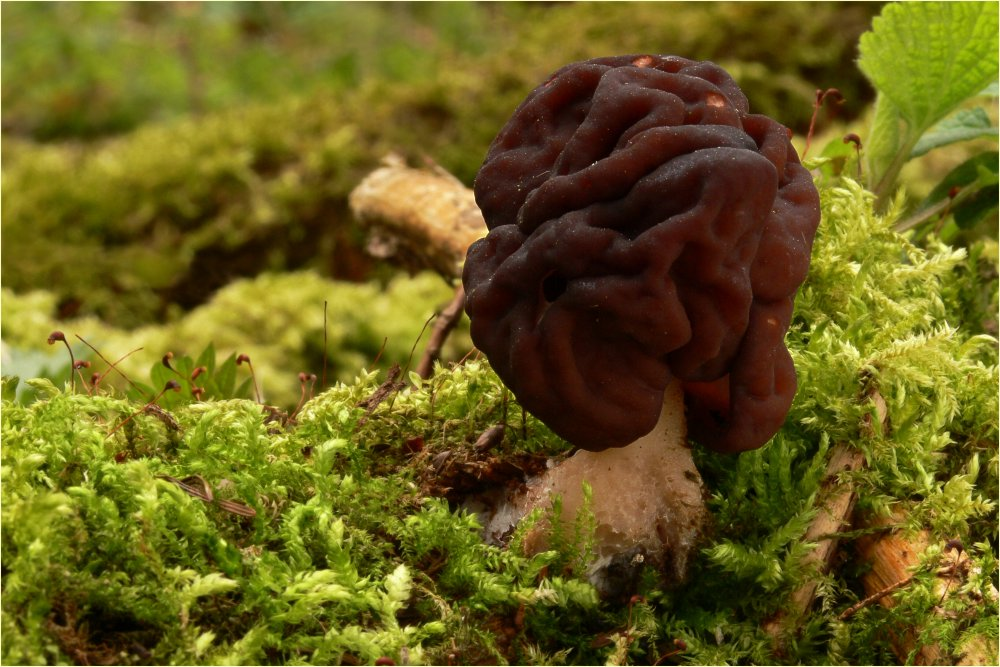
Redős papsapkagomba

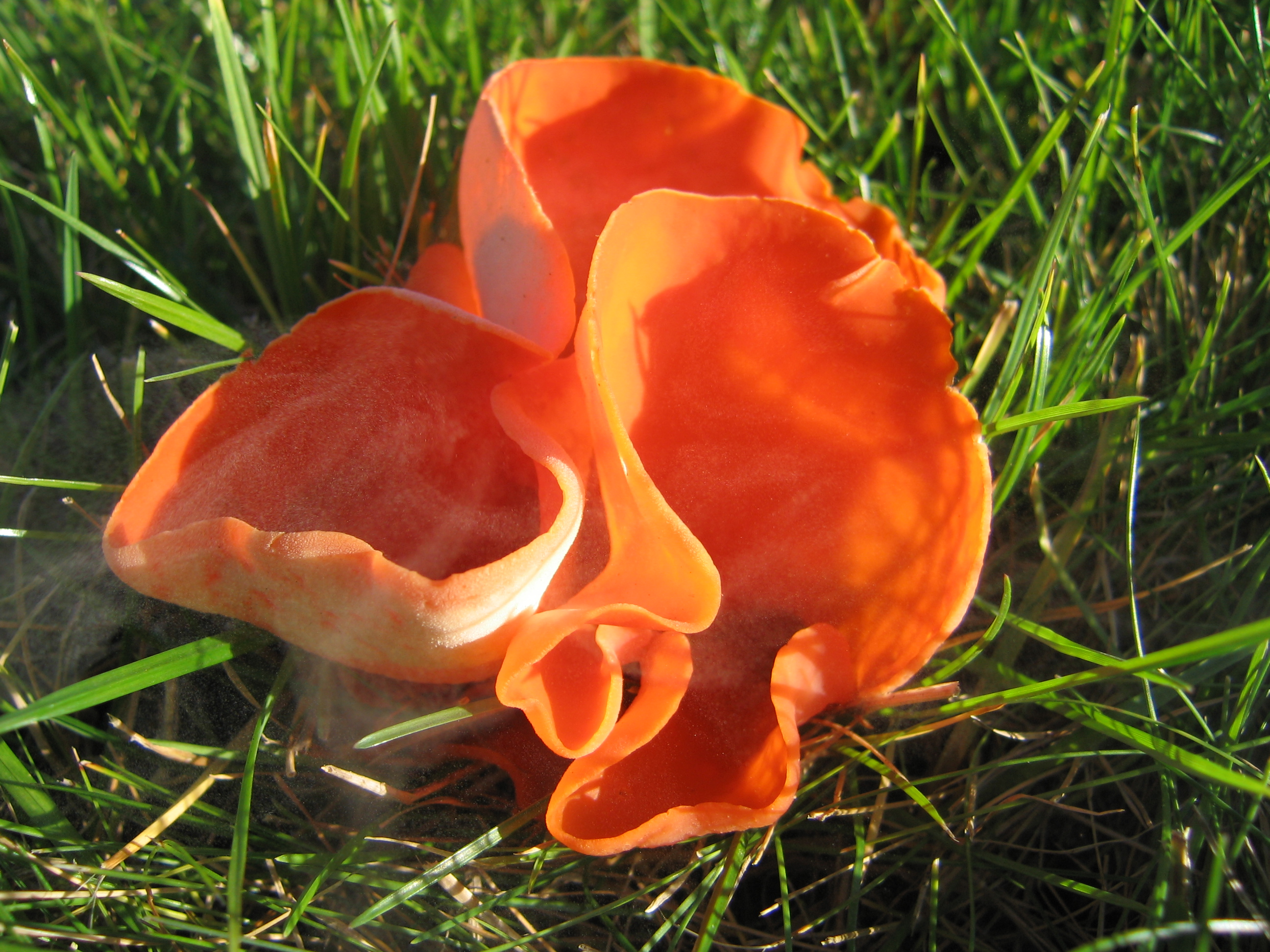
Narancsvörös csészegomba

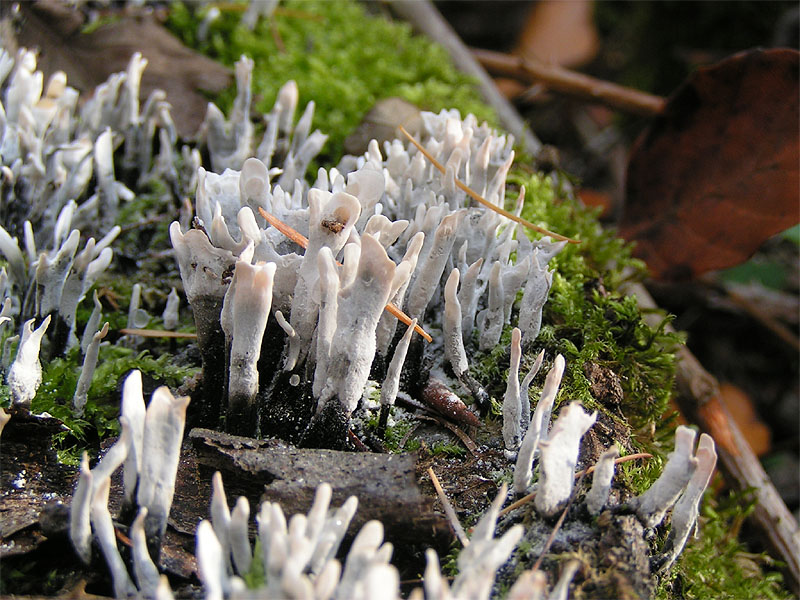
Szarvas agancsgomba

  - Ráncos koronggomba (Discina ancilis)
  - Redős papsapkagomba (Gyromitra esculenta)
  - Vörösbarna papsapkagomba (Gyromitra fastigiata)
  - Óriás papsapkagomba (Gyromitra gigas)
  - Csúcsos papsapkagomba (Gyromitra infula)
- Család: Helvellaceae (papsapkagombafélék)
  - Serleges papsapkagomba (Helvella acetabulum)
  - Feketéllő papsapkagomba (Helvella corium)
  - Fodros papsapkagomba (Helvella crispa)
  - Bársonyos papsapkagomba (Helvella ephippium)
  - Sujtásos papsapkagomba (Helvella fusca)
  - Szürke papsapkagomba (Helvella lacunosa)
  - Sima papsapkagomba (Helvella leucomelaena)
  - Nyeles papsapkagomba (Helvella macropus)
  - Homoki papsapkagomba (Helvella monachella)
  - Bársonyostönkű papsapkagomba (Helvella queletii)
- Család: Morchellaceae (kucsmagombafélék)
  - Fattyú kucsmagomba (Mitrophora semilibera)
  - Feketelábú kucsmagomba (Morchella atrotomentosa)
  - Vastagtönkű kucsmagomba (Morchella crassipes)
  - Nyúlánk kucsmagomba (Morchella elata)
  - Ízletes kucsmagomba (Morchella esculenta)
  - Pusztai kucsmagomba (Morchella steppicola)
  - Sötét kucsmagomba (Morchella vulgaris)
  - Cseh kucsmagomba (Ptychoverpa bohemica)
  - Simasüvegű kucsmagomba (Verpa digitaliformis)
- Család: Pezizaceae (csészegombafélék)
  - Homoki csészegomba (Peziza ammophila)
  - Barna csészegomba (Peziza badia)
  - Fali csészegomba (Peziza cerea)
- Család: Pyronemataceae
  - Narancsvörös csészegomba (Aleuria aurantia)
  - Nagyspórás particsészegomba (Geopora arenicola)
  - Nyeles fülesgomba (Otidea abietina)
  - Barna fülesgomba (Otidea bufonia)
  - Nyúlfülegomba (Otidea onotica)
  - Kerekspórás sörtéscsészegomba (Scutellinia trechispora)
  - Sárga kehelygomba (Tarzetta catinus)
  - Fogacskás kehelygomba (Tarzetta cupularis)
- Család: Sarcoscyphaceae
  - Piros csészegomba (Sarcoscypha coccinea)
- Család: Sarcosomataceae

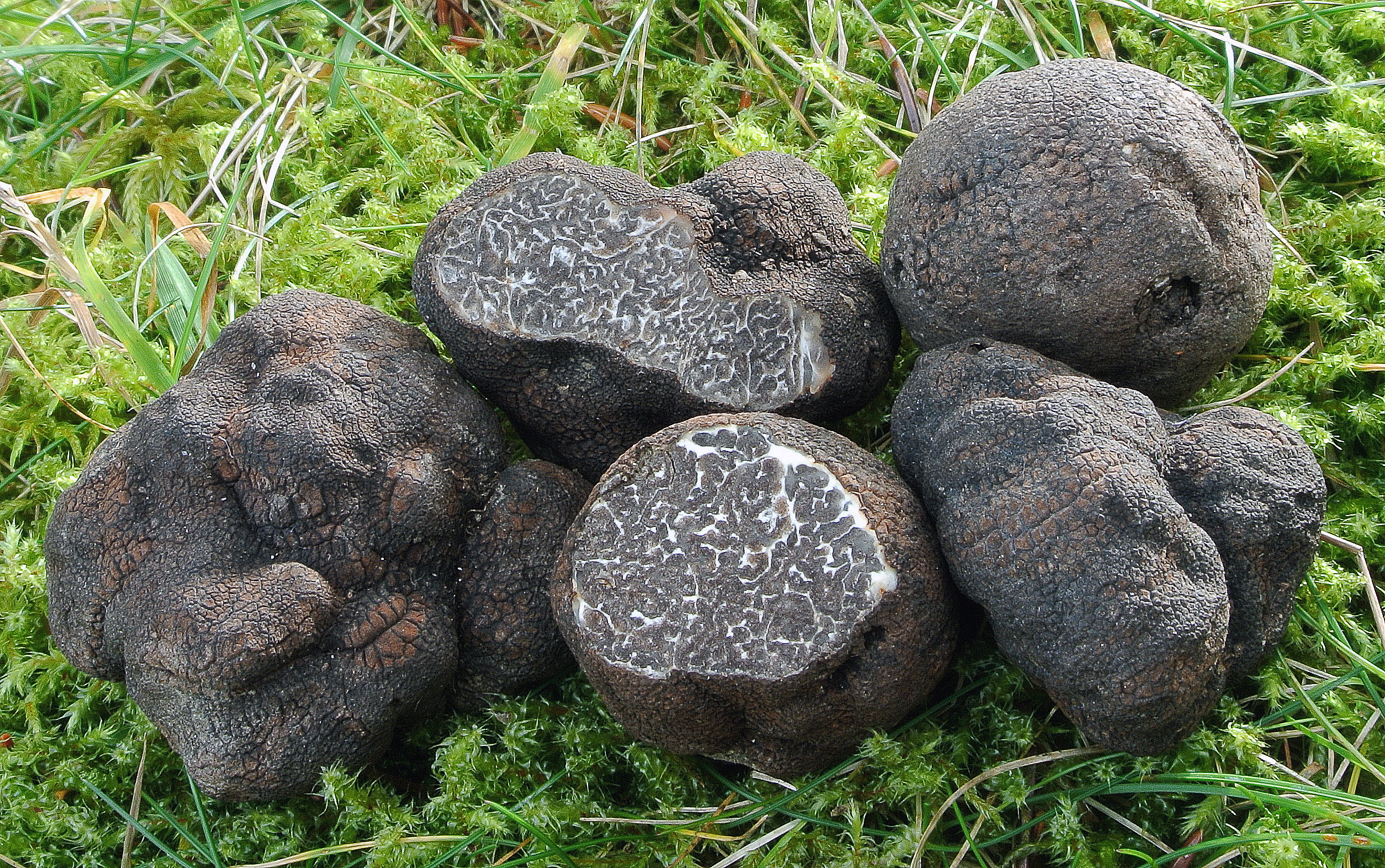
Nagyspórás szarvasgomba

- - Fekete kehelygomba (Urnula craterium)
- Család: Tuberaceae (szarvasgombafélék)
  - Fehér szarvasgomba (Choiromyces venosus)
  - Nyári szarvasgomba (Tuber aestivum)
  - Téli szarvasgomba (Tuber brumale)
  - Üreges szarvasgomba (Tuber excavatum)
  - Nagyspórás szarvasgomba (Tuber macrosporum)
  - Isztriai szarvasgomba (Tuber magnatum)
  - Francia szarvasgomba (Tuber melanosporum)
  - Fodrosbélű szarvasgomba (Tuber mesentericum)

### Osztály:Sordariomycetes

#### Alosztály:Hypocreomycetidae

##### Rend:Hypocreales
- Család: Nectriaceae
  - Cinóbervörös pattanásgomba (Nectria cinnabarina)
- Család: Ophiocordycipitaceae
  - Fejes rontógomba (Elaphocordyceps capitata)

#### Alosztály:Xylariomycetidae

##### Rend:Xylariales
- Család: Xylariaceae
  - Szarvas agancsgomba (Xylaria hypoxylon)
  - Bunkós agancsgomba (Xylaria polymorpha)